# Taha Şahin
Muhammet Taha Şahin (Scutari, 22 ottobre 2000) è un calciatore turco, difensore del Çaykur Rizespor.

## Caratteristiche tecniche
È un terzino destro.

## Carriera

### Club
Cresciuto nei settori giovanili di Fenerbahçe e Kayserispor, ha iniziato la sua carriera calcistica con la maglia del 68 Yeni Aksarayspor in TFF 3. Lig, la quarta divisione del calcio turco. Nel gennaio del 2021 è stato acquistato a titolo definitivo dal Manisa, che lo ha lasciato in prestito all'Aksarayspor fino al termine della stagione. Divenuto in breve tempo titolare, con i bianconeri ha disputato due stagioni di TFF 1. Lig collezionando 50 presenze con 2 gol all'attivo.
Il 26 luglio 2023 ha firmato con il Çaykur Rizespor ed il 13 agosto ha debuttato in Süper Lig nell'incontro perso 2-1 contro l'Adana Demirspor.

### Nazionale
Ha giocato nella nazionale turca Under-23.
Il 14 marzo 2025 ha ricevuto la prima convocazione da parte della nazionale maggiore turca per la doppia sfida di UEFA Nations League contro l'Ungheria.

## Statistiche

### Presenze e reti nei club
Statistiche aggiornate al 16 marzo 2025.
| Stagione                   | Squadra                    | Campionato                 | Campionato | Campionato | Coppe nazionali | Coppe nazionali | Coppe nazionali | Coppe continentali | Coppe continentali | Coppe continentali | Altre coppe | Altre coppe | Altre coppe | Totale | Totale | Totale |
| Stagione                   | Squadra                    | Comp                       | Pres       | Reti       | Comp            | Pres            | Reti            | Comp               | Pres               | Reti               | Comp        | Pres        | Reti        | Pres   | Reti   |        |
| -------------------------- | -------------------------- | -------------------------- | ---------- | ---------- | --------------- | --------------- | --------------- | ------------------ | ------------------ | ------------------ | ----------- | ----------- | ----------- | ------ | ------ | ------ |
| 2019-2020                  | 68 Yeni Aksarayspor        | 3L                         | 27         | 2          | CT              | 1               | 0               | -                  | -                  | -                  | -           | -           | -           | 28     | 2      |        |
| 2020-2021                  | 68 Yeni Aksarayspor        | 3L                         | 31         | 2          | CT              | 2               | 0               | -                  | -                  | -                  | -           | -           | -           | 33     | 2      |        |
| Totale 68 Yeni Aksarayspor | Totale 68 Yeni Aksarayspor | Totale 68 Yeni Aksarayspor | 58         | 4          |                 | 3               | 0               |                    | -                  | -                  |             | -           | -           | 61     | 4      |        |
| 2021-2022                  | Manisa                     | 1L                         | 20         | 1          | CT              | 2               | 0               | -                  | -                  | -                  | -           | -           | -           | 22     | 1      |        |
| 2022-2023                  | Manisa                     | 1L                         | 30         | 1          | CT              | 2               | 0               | -                  | -                  | -                  | -           | -           | -           | 32     | 1      |        |
| Totale Manisa              | Totale Manisa              | Totale Manisa              | 50         | 2          |                 | 4               | 0               |                    | -                  | -                  |             | -           | -           | 54     | 2      |        |
| 2023-2024                  | Çaykur Rizespor            | SL                         | 35         | 0          | CT              | 1               | 0               | -                  | -                  | -                  | -           | -           | -           | 36     | 0      |        |
| 2024-2025                  | Çaykur Rizespor            | SL                         | 26         | 0          | CT              | 2               | 0               | -                  | -                  | -                  | -           | -           | -           | 28     | 0      |        |
| Totale carriera            | Totale carriera            | Totale carriera            | 169        | 6          |                 | 10              | 0               |                    | -                  | -                  |             | -           | -           | 179    | 6      |        |